# Hôtel des postes de Reims
L'Hôtel des Postes est un bureau de poste situé dans la Marne (51), à Reims, rue Céres.

## Description
Elle se trouve au 6-8-10 place Royale, façade classée ; 2-4 rue Cérès, bâtiment art déco ; rue Grand-Crédo rue Eugène Desteuque.

## Architecture
La façade sur la rue Céres est de style Art déco ainsi que les peintures de l'intérieur. Construit de 1927 à 1930, ce bâtiment utilise le béton armé, matériau nouveau alors. Il est l’œuvre de François Le Cœur est une reconstruction due aux destructions de la Première Guerre mondiale. La rotonde a un toit en tuiles de verre, restauré fin 1980 et une façade avec des fenêtres en hauteurs touchant une frise d'entrelacs.
La façade sur la place Royale de Reims est dans le style de l'ensemble du XVIIIe siècle.
Les parties anciennes des façades et toitures donnant sur la place et les rues sont classés au titre des monuments historiques par arrêté du 19 août 1953.

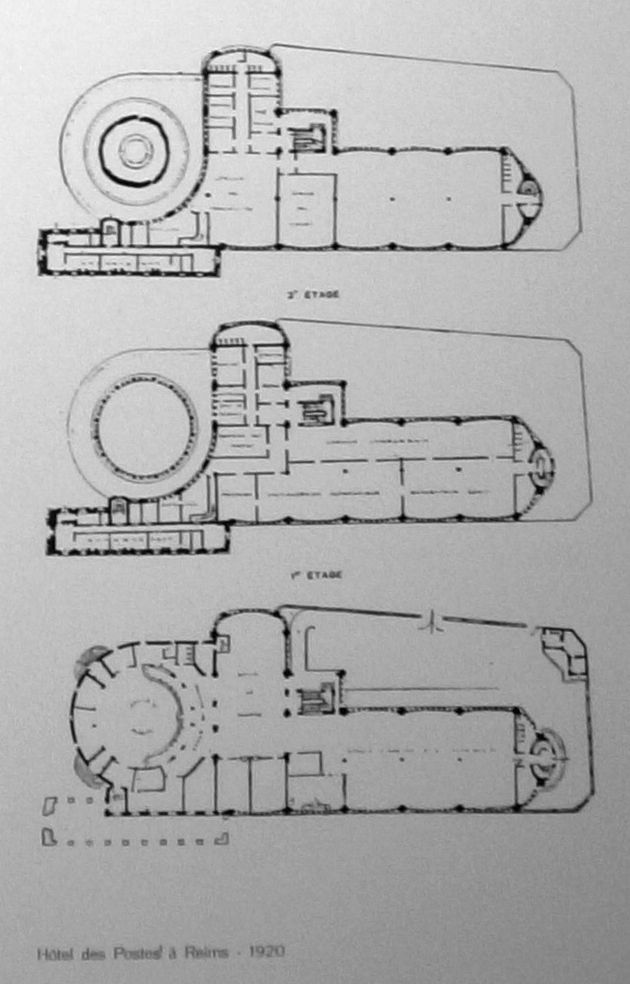
Le plan.
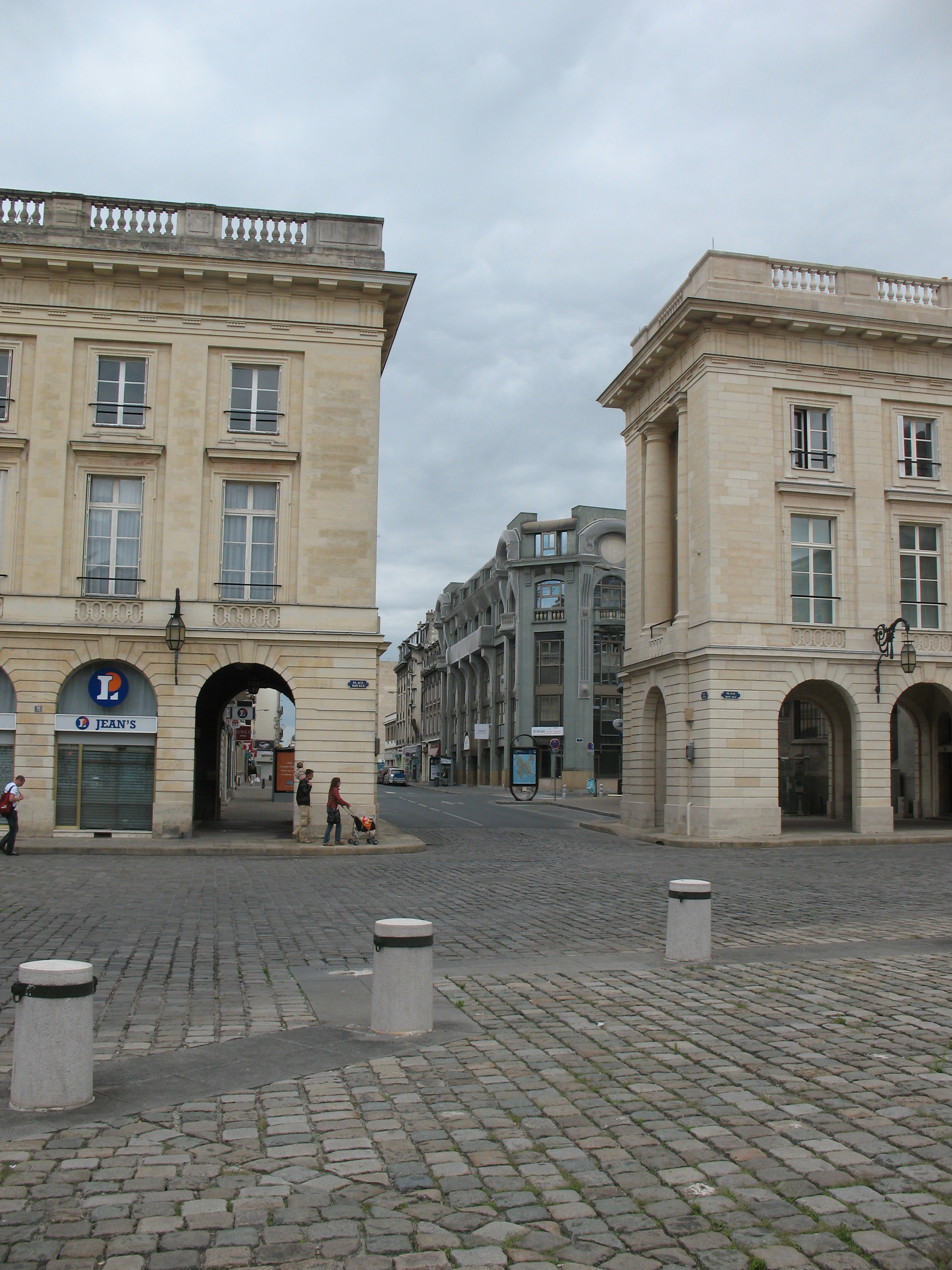
L'angle place Royale rue Cérès.
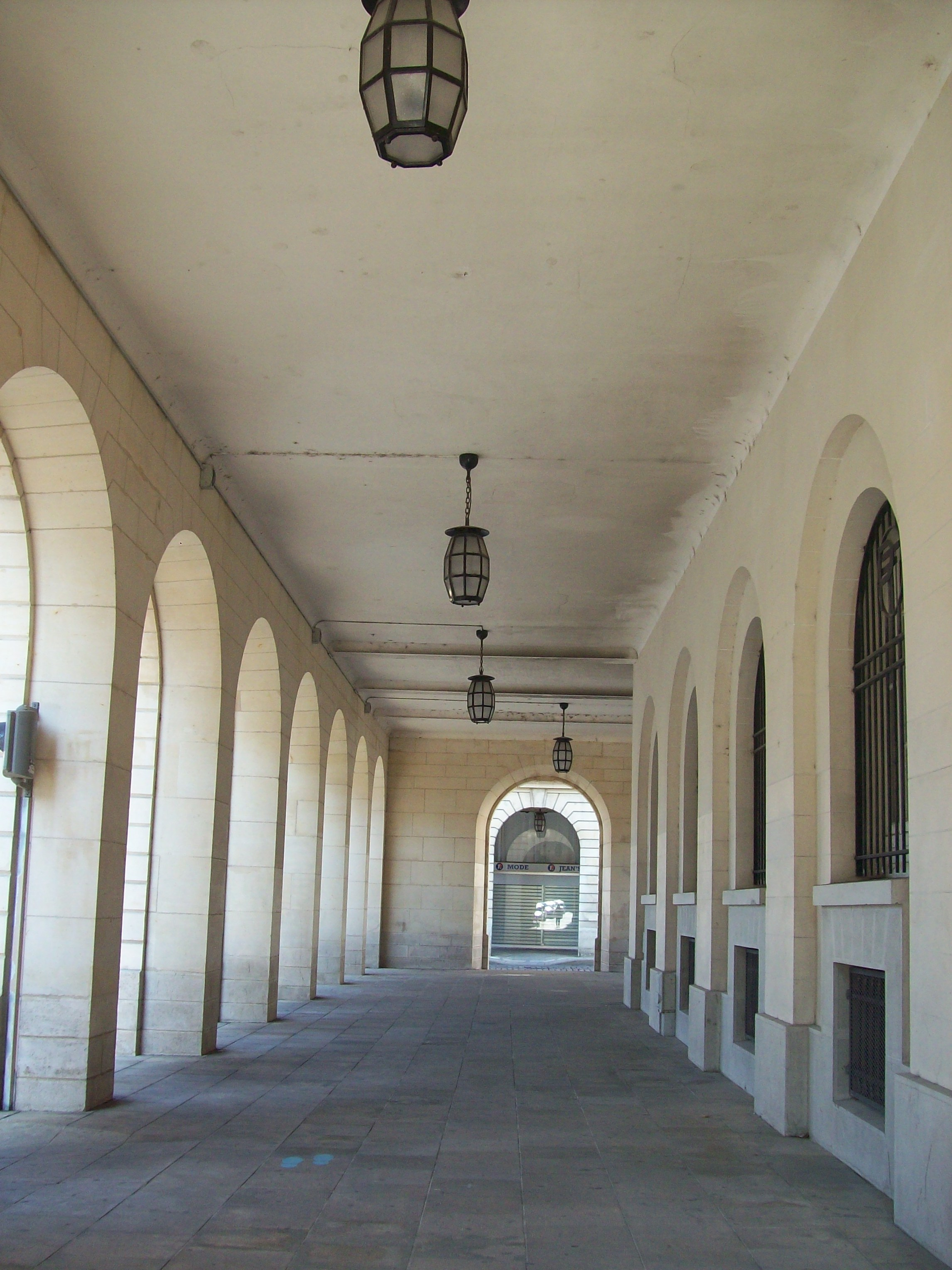
Arcade sur la Place Royale.
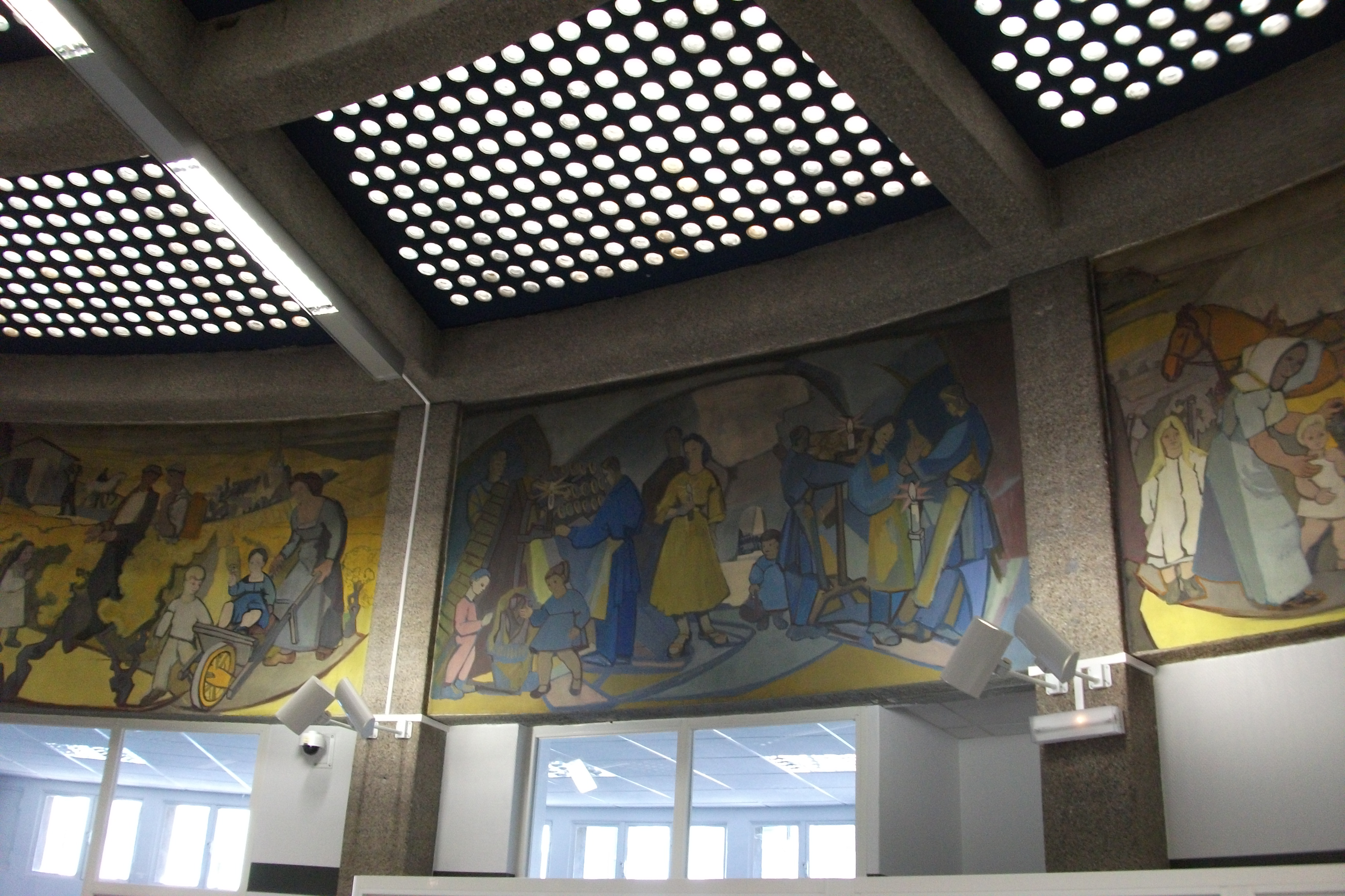
Le toit en tuiles de verres,
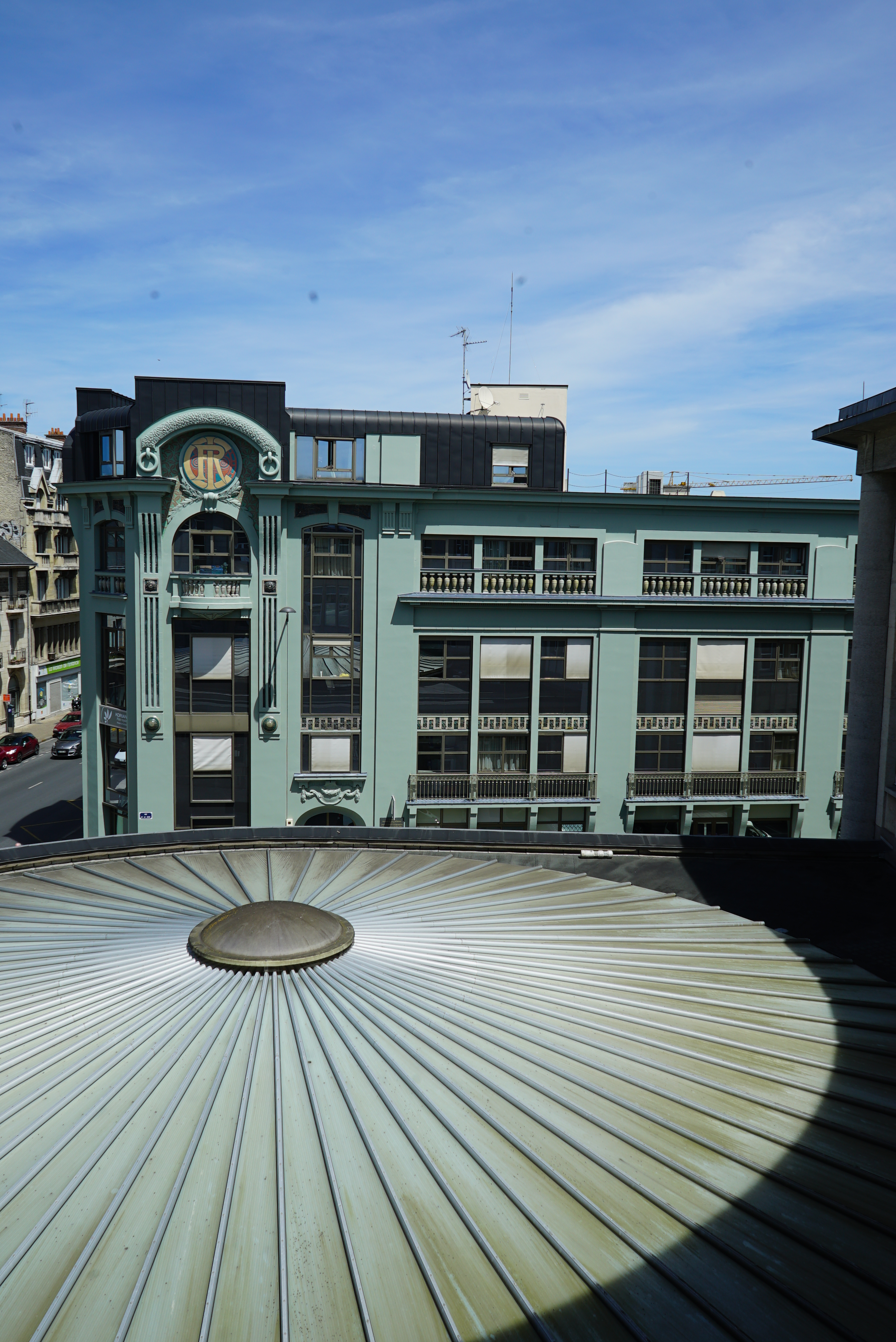
de l'intérieur et de l'extérieur.

## Intérieur du bâtiment
La rotonde , d'un diamètre de 17,5 mètres, est ornée sur sa partie supérieure, de panneaux évoquant les différents lieux de la ville de Reims ou évènements en lien avec Reims : 
- Le musée-hôtel Le Vergeur,
- Les métiers à tisser,
- La basilique Saint-Remi de Reims,
- Le sacre du roi,
- Le baptême de Clovis
- La place royale,
- Le square Colbert et les hautes promenades,

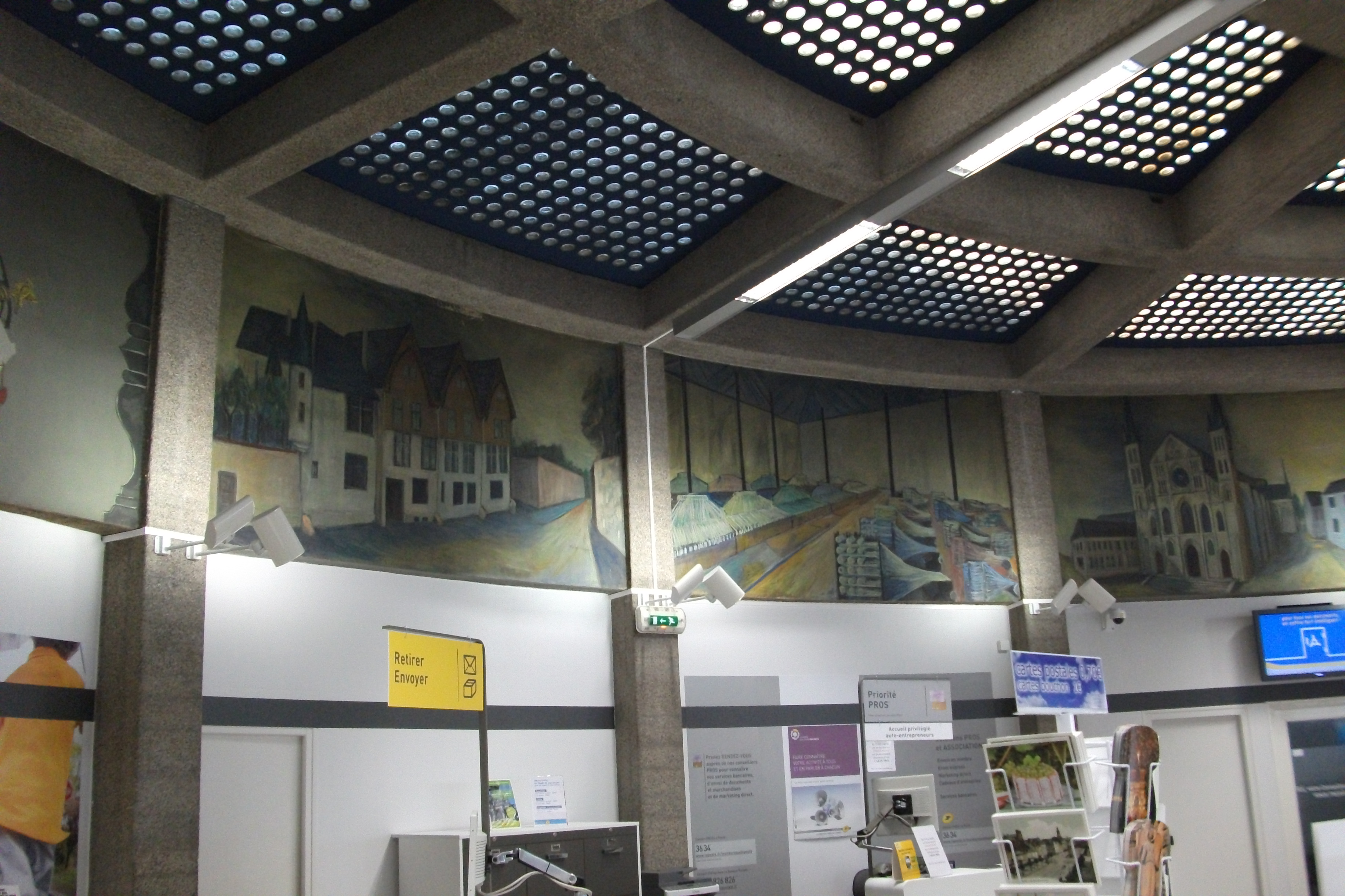
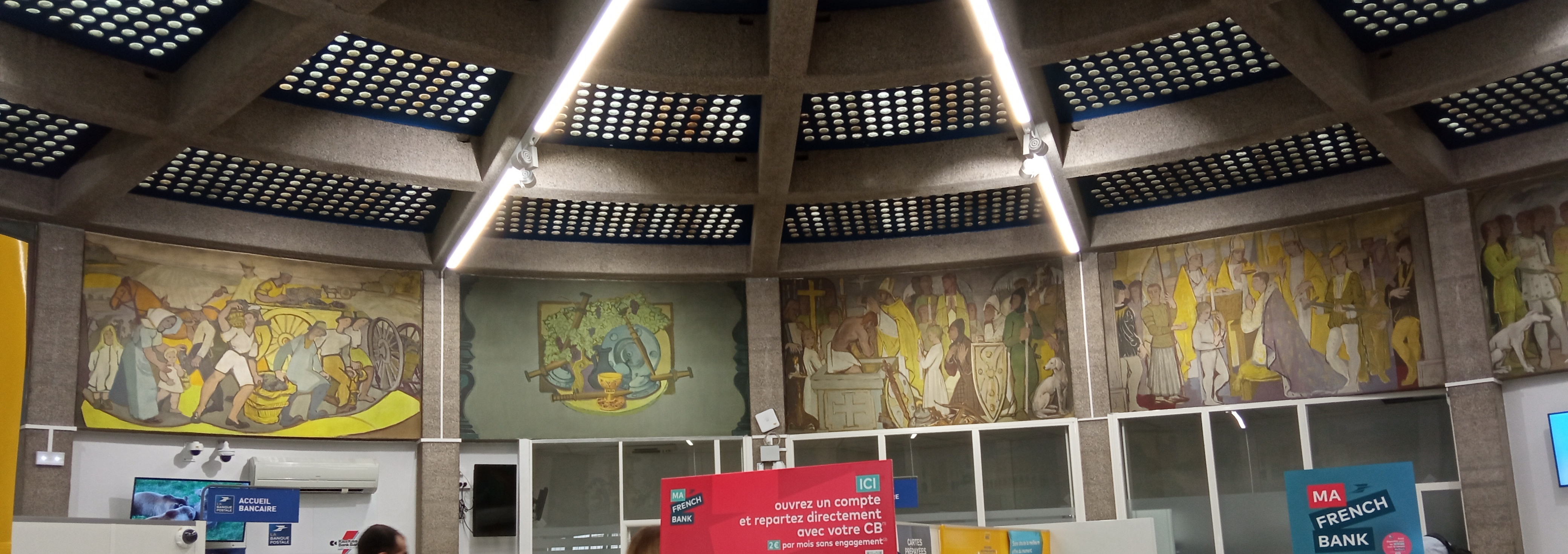